# Episodi de I segreti della metropoli (terza stagione)
La terza stagione della serie televisiva I segreti della metropoli è stata trasmessa in anteprima negli Stati Uniti d'America dalla CBS tra il 2 ottobre 1952 e il 1953.
| nº | Titolo originale          | Titolo italiano | Prima TV USA     | Prima TV Italia |
| -- | ------------------------- | --------------- | ---------------- | --------------- |
| 1  | The Youngest Yegg         |                 | 2 ottobre 1952   |                 |
| 2  | The Firebug               |                 | 9 ottobre 1952   |                 |
| 3  | Paint Set                 |                 | 16 ottobre 1952  |                 |
| 4  | Dr. Damon's Dilemma       |                 | 23 ottobre 1952  |                 |
| 5  | Please Murder Me          |                 | 30 ottobre 1952  |                 |
| 6  | Moss Rose                 |                 | 6 novembre 1952  |                 |
| 7  | Father and Son            |                 | 13 novembre 1952 |                 |
| 8  | Embezzlement              |                 | 20 novembre 1952 |                 |
| 9  | Waterfront                |                 | 27 novembre 1952 |                 |
| 10 | The Hero                  |                 | 4 dicembre 1952  |                 |
| 11 | The Shill                 |                 | 11 dicembre 1952 |                 |
| 12 | Hot Rod                   |                 | 18 dicembre 1952 |                 |
| 13 | Carnation Charlie         |                 | 25 dicembre 1952 |                 |
| 14 | The Brothers              |                 | 1º gennaio 1953  |                 |
| 15 | Ticket Racket             |                 | 8 gennaio 1953   |                 |
| 16 | Twelth Avenue Pirates     |                 | 15 gennaio 1953  |                 |
| 17 | The Good Citizen          |                 | 22 gennaio 1953  |                 |
| 18 | The Assassination Story   |                 | 29 gennaio 1953  |                 |
| 19 | The Sea Story             |                 | 5 febbraio 1953  |                 |
| 20 | The Homestretch           |                 | 12 febbraio 1953 |                 |
| 21 | The Long Way Home         |                 | 19 febbraio 1953 |                 |
| 22 | The Big Wash              |                 | 26 febbraio 1953 |                 |
| 23 | Nightclub Shakedown       |                 | 5 marzo 1953     |                 |
| 24 | Crime and Punishment      |                 | 12 marzo 1953    |                 |
| 25 | Lynch Law                 |                 | 19 marzo 1953    |                 |
| 26 | Pot O' Gold               |                 | 26 marzo 1953    |                 |
| 27 | Rich Kid                  |                 | 2 aprile 1953    |                 |
| 28 | I'll Ask Minnie           |                 | 9 aprile 1953    |                 |
| 29 | The Confession            |                 | 16 aprile 1953   |                 |
| 30 | The Emperor               |                 | 23 aprile 1953   |                 |
| 31 | Secret Past               |                 | 30 aprile 1953   |                 |
| 32 | Rugged Reverend           |                 | 7 maggio 1953    |                 |
| 33 | Yesterday's Hero          |                 | 14 maggio 1953   |                 |
| 34 | The Gold Watch            |                 | 21 maggio 1953   |                 |
| 35 | The Comeback              |                 | 28 maggio 1953   |                 |
| 36 | The Eliminator            |                 | 4 giugno 1953    |                 |
| 37 | The Big Cheat             |                 | 11 giugno 1953   |                 |
| 38 | Radiology Story           |                 | 18 giugno 1953   |                 |
| 39 | Mother's Day              |                 | 25 giugno 1953   |                 |
| 40 | The Story of Jerry Baxter |                 | 1953             |                 |